# 札连瓦拉园
札连瓦拉园（旁遮普语: ਜਲ੍ਹਿਆਂਵਾਲਾ ਬਾਗ਼，印地语: जलियांवाला बाग），位于印度旁遮普邦阿姆利则，因1919年阿姆利则惨案在此发生而闻名。

## 历史
该园的名字来源于锡克王朝时期该土地的所有者们。当时这里是希马特·辛格将军（1829年逝世）家族的土地，这位将军是兰季特·辛格王公（1780年-1839年）朝廷的显贵，希马特·辛格最初来自札拉（Jalla）村（如今位于旁遮普邦法特加沙希比县境内）。希马特·辛格将军家族整个被称作Jallhevale或者简称作Jallhe或Jalle，尽管他们的主要宅邸位于后来的贾朗达尔的Alavarpur。
该园是一座公共花园，如今园内有1951年印度政府为纪念阿姆利则惨案而建的纪念碑。阿姆利则惨案发生在1919年4月13日（旁遮普新年），当时英属印度殖民当局在该园向手无寸铁的集会群众开枪，包括妇女和儿童在内的成百上千名群众伤亡。据英属印度当局的统计，在此次屠杀中，有379人死亡，约1100人受伤。民间外科医生史密斯则认为，有1526人伤亡。真实死亡人数已难考证，但据估计远超过英属印度官方公布的379人。